# براناتي ناياك
براناتي ناياك (مواليد 6 أبريل 1995) هي لاعبة جمباز هندية، هي صاحبة الميدالية البرونزية في بطولة آسيا 2019 , وهي ثالث لاعبة جمباز هندية تفوز بميدالية دولية في القفز بعد ديبا كارماكار وأرونا ريدي. مثلت الهند في دورة الألعاب الأولمبية الصيفية لعام 2020 وهي ثاني لاعبة جمباز هندية تتأهل للألعاب الأولمبية، وهي أيضًا البطلة الهندية لعام 2019, مثلت الهند في دورة ألعاب الكومنولث 2014 وفي ألعاب الكومنولث 2018 وفي دورة الألعاب الآسيوية 2014 و 2018, و شاركت أيضًا في بطولات العالم 2014 و 2017 و 2019.

## نشأتها وحياتها الشخصية
ولدت ناياك في 6 أبريل 1995 في جارجرام. عمل والدها كسائق حافلة نقل حكومية في ولاية البنغال الغربية حتى عام 2017 تولى وظيفة مكتبية، وكانت والدتها ربة منزل. بدأت في الجمباز عندما كانت في السادسة من عمرها.انتقلت إلى كولكاتا للتدريب في عام 2003 ودفعت مدربتها مينارا بيغوم نفقات معيشتها كما تتحدث البنغالية والإنجليزية والهندية.

## مسيرتها المهنية
كانت أول مسابقة دولية كبرى لناياك هي دورة ألعاب الكومنولث لعام 2014.تنافست في منافسة الفريق مع أرونا ريدي، براناتي داس، روشا ديفيكار، وديبا كارماكار، واحتلت المركز الحادي عشر. بالإضافة إلى قيام نفس الفريق بتمثيل الهند في دورة الألعاب الآسيوية 2014 واحتلت المركز الثامن في حدث الفريق. بشكل فردي، تأهلت ناياك للنهائي الشامل وحصل على المركز العشرين بمجموع 43.800.
تنافس نفس الفريق الهندي مرة أخرى بالإضافة إلى بايال بهاتاكارجي في بطولة العالم 2014 وحصلت على المركز الأخير من أصل ثمانية فرق.
تنافست ناياك في بطولة آسيا 2017 حيث احتلت المركز الرابع عشر في كل مكان وتأهلت لنهائي حدث القفز وحصلت على المركز الرابع ونهائي حدث عارضة التوازن وانتهت بالمركز الخامس.
ثم تنافست في بطولة العالم 2017 وحصلت على المركز الثامن والستين في كل مكان خلال جولة التصفيات، تأهلت ناياك لنهائي القفز في كأس العالم في ملبورن 2018 واحتل المركز السادس. ثم مثلت الهند في دورة ألعاب الكومنولث 2018 جنبًا إلى جنب مع أرونا ريدي وبراناتي داس حيث احتلوا المركز السابع في مسابقة الفريق. بشكل فردي، تأهلت ناياك لنهائي حدث القفز حيث احتلت المركز الثامن. انضمت ناياك وريدي وداس إلى مانديرا شودري وديبا كارماكار في دورة الألعاب الآسيوية 2018 حيث احتلوا المركز السابع في نهائي الفريق. تأهل ناياك لنهائي القفز بالمركز الثامن.
فازت ناياك بالميدالية الذهبية في جميع أنحاء العالم في بطولة الهند 2019.و في بطولة آسيا 2019،احتلت المركز الثالث عشر في كل مكان. فازت بالميدالية البرونزية في القفز بمتوسط درجات 13.384; كما كانت ثالث لاعبة جمباز هندية تفوز بميدالية القفز في مسابقة دولية كبرى بعد ديبا كارماكار في دورة ألعاب الكومنولث 2014 وأرونا ريدي في كأس العالم في ملبورن 2018.و في بطولة العالم لعام 2019،غابت ناياك عن تحديد الترتيب الشامل لدورة الألعاب الأولمبية 2020 بأقل من ثلاث نقاط.
حصلت ناياك على حصة قارية في دورة الألعاب الأولمبية الصيفية 2020 جنبًا إلى جنب مع ميلكا جيهاني من سريلانكا بعد إلغاء بطولة آسيا 2021. كانت فقط ثاني لاعبة جمباز تمثل الهند في الألعاب الأولمبية، بعد ديبا كارماكار، كانت قادرة فقط على التدريب لمدة شهرين قبل الألعاب الأولمبية بسبب إغلاق صالة الألعاب الرياضية الخاصة بها لمدة عام خلال جائحة COVID-19 في الهند.
```
في دورة الألعاب الأولمبية، احتلت المركز التاسع والسبعين في كل مكان بمجموع نقاط 42.565 خلال جولة التصفيات ولم تتأهل لأي من النهائيات.
```